# Витязевский лиман
Ви́тязевский лима́н — лиманный водоём в древней дельте реки Кубани, расположен в Краснодарском крае России, в 18 км к северу от Анапы. Это самый южный из так называемых Черноморско-Азовских лиманов Таманского полуострова. Площадь зеркала Витязевского лимана достигает 64 км².

## География
Лиман имеет треугольную форму и приблизительные размеры 16,5×13,5×7,5 км. Витязевский лиман представляет собой закрытый бессточно-солёный водоём. Пресные воды поступают в него виде атмосферных осадков. С севера в полноводные годы в лиман вливаются воды русла Старая Кубань (Черкесский ерик — левый рукав реки Джиги). На востоке в лиман впадает маловодная речка Гостагайка. Анапская пересыпь (коса) отделяет лиман от Чёрного моря, с которым водоём постепенно утратил прямую связь. Тем не менее, морские воды просачиваются в лиман через дно пересыпи, а также переливаются во время штормовых нагонов.
Дно лимана заполняет мягкий и пластичный ил с запахом сероводорода, поэтому лиман является признанным источником лечебной грязи. Вокруг лимана расположены населённые пункты: Витязево, Песчаный, Капустин, Виноградный, Суворов-Черкесский, Благовещенская.
До 1990-х годов на Благовещенской косе существовали две прорвы, обеспечивавшие связь лимана с морем, регулярное его обводнение морской водой и заход морской рыбы в лиман. В настоящее время обе прорвы перекрыты, лиман медленно высыхает, заболачивается и зарастает камышом, отступая от посёлка Витязево, где по бывшему дну лимана уже прокладываются улицы. Данное обстоятельство неблагоприятно влияет на микроклимат (веющая с лимана прохлада уступила место изнуряющей жаре) и создаёт экологические проблемы. Существуют планы вновь открыть прорвы, связывающие лиман с морем, с целью наполнения морской водой и зарыбления. Министерство природных ресурсов Краснодарского края с 2013 года разрабатывает комплексный план по сохранению Витязевского лимана, однако бюджетные средства на практическое осуществление природоохранных мероприятий на лимане не выделяются. В противоположность усилиям экологов ряд региональных компаний-застройщиков рассматривают высыхающий лиман как перспективную площадку для строительства дорогостоящих жилых комплексов вблизи становящегося элитным песчаного побережья.